# Nissan 300ZX
Nissan 300ZX var en sportsvogn med frontmotor og baghjulstræk fra Nissan Motor, bygget mellem slutningen af 1983 og sommeren 1995 (europæiske marked) hhv. slutningen af 1996 (USA) og midten af 2000 (Japan) som efterfølger for 280ZX.

## 300ZX (Z31), 1983−1989
Tredje generation af Z-serien kom på markedet i slutningen af 1983 og havde i første omgang betegnelsen Datsun 300ZX. Fra slutningen af 1985 brugte fabrikken over hele verden navnet Nissan til alle biler.
I stedet for de hidtidige sekscylindrede rækkemotorer fik 300ZX for første gang V6-motorer. Den nye 3,0-motor med overliggende knastaksel fandtes i en sugeudgave (type VG30E) eller med turbolader (type VG30ET) med 119 kW (162 hk) hhv. 149 kW (203 hk). I 1987 blev motorerne modificeret og ydede herefter 123 kW (167 hk) hhv. 153 kW (208 hk).
I Japan, hvor bilen hed Nissan Fairlady, fandtes den i versionerne Z, ZG, ZR og ZR II med 2,0-liters sekscylindrede motorer. Til indsats kom en V6-turbomotor med 127 kW (172 hk), og senere en sekscylindret turborækkemotor med 160 kW (218 hk).
Undervognen lignede meget 280ZX. Alle turbomodeller havde elektronisk styrede støddæmpere.
Modellen fandtes i en 2+2-udgave med lang akselafstand og en kortere topersoners udgave.
I efteråret 1985 fik 300ZX et facelift. Gummihækspoileren blev erstattet af en kunststofhækspoiler med integreret tredje bremselygte.
- Nissan 300ZX (1985–1987)
- Nissan 300ZX (1987–1989)

I efteråret 1989 blev Z31 afløst af Z32.

## 300ZX (Z32), 1989−2000
Den i slutningen af 1989 introducerede 300ZX Twin Turbo var forsynet med en 3,0-liters V6-motor med biturbo med 208 kW (283 hk) (med automatgear: 197 kW (268 hk)), som gav bilen en begrænset topfart på 250 km/t; sugeudgaven af samme motor ydede 165 kW (225 hk), men blev ikke solgt i Europa. US-model med manuel gear ydede 300 hk.
Bilen fandtes i tre udførelser: 2+2-personers coupé, topersoners coupé og fra foråret 1993 også som topersoners cabriolet (kun med sugemotoren). Begge coupéversionerne var forsynet med et todelt targaglastag, som ved behov kunne fjernes helt. Cabrioletmodellen blev frem for alt i USA solgt i store styktal, og udgik allerede i slutningen af 1996.
Bilen var som standard forsynet med el-ruder, lydanlæg som fra 1994 også kunne kombineres med cd-afspiller.
I sommeren 2000 blev produktionen af Z32 indstillet i Japan. I midten af 2002 kom efterfølgeren 350Z på markedet.
- 300ZX Coupé bagfra
- Nissan 300ZX Convertible (1993–1996)